# 贝兰戈
贝兰戈（西班牙語：Berango）是西班牙巴斯克自治区比斯开省的一个市镇。总面积9平方公里，总人口5311人（2001年），人口密度590人/平方公里。